# Mary Tudor (Frankreich)

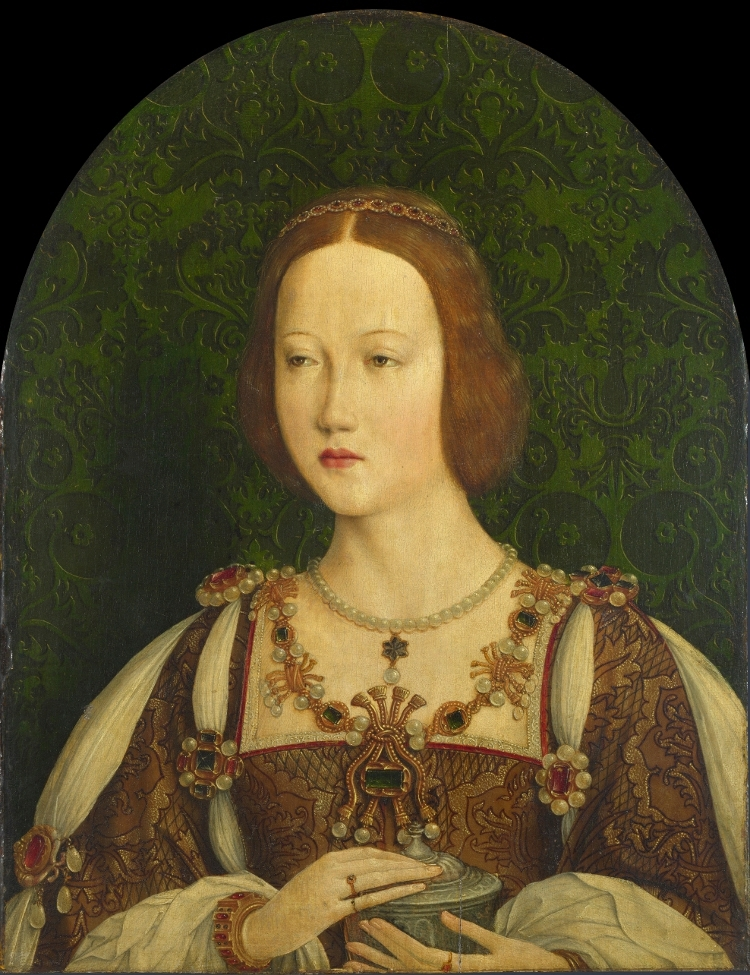
Porträt traditionell als Mary identifiziert

Mary Tudor (* 18. März 1496 im Richmond Palace; † 25. Juni 1533 in Westhorpe, Suffolk) war eine englische Prinzessin aus dem Haus Tudor und durch Ehe Königin von Frankreich.
Sie war die jüngste überlebende Tochter von König Heinrich VII. von England und seiner Gattin Elisabeth of York. Als dritte Ehefrau König Ludwigs XII. von Frankreich war sie für einige Monate Königin von Frankreich. Nach seinem Tod heiratete sie in zweiter Ehe heimlich Charles Brandon, 1. Duke of Suffolk, zum Ärger ihres Bruders Heinrich VIII., der ihr letztlich jedoch verzieh. Ihre Enkeltochter Jane Grey war 1553 für wenige Tage Königin von England.
Mary Tudor ist nicht zu verwechseln mit der englischen Königin Maria I., ihrer Nichte, die nach ihr benannt wurde. 

## Leben

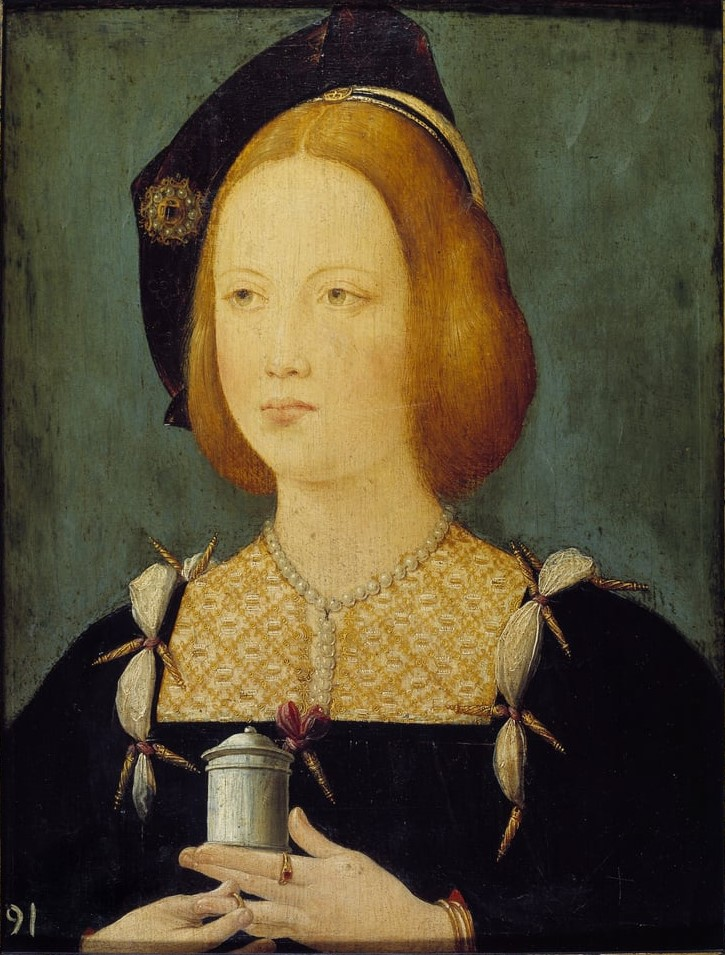
Mary Tudor als junges Mädchen

### Kindheit und Jugend
Mary wurde als fünftes Kind und dritte Tochter ihrer Eltern geboren und wuchs zusammen mit ihren älteren Geschwistern Margaret und Heinrich im Schloss Eltham Palace auf. Ihre Geburt wurde von ihrer Großmutter Lady Margaret Beaufort in ihrem Stundenbuch notiert: „Hodie nata Maria tertia filia Henricis VII., 1495“. Über Marys Taufe gibt es keine Aufzeichnungen, wohl hauptsächlich, weil sich damals die allgemeine Aufmerksamkeit auf die Bedrohung durch Perkin Warbeck konzentrierte.
An öffentlichen Auftritten mangelte es der jungen Prinzessin dennoch nicht. Mary war als Vierjährige anwesend, als Erasmus von Rotterdam Heinrich seinen Besuch in Eltham abstattete. Anders als ihre Geschwister musste sie jedoch noch keine repräsentative Rolle übernehmen und spielte während des Besuchs des Gelehrten. Am 14. November 1501 nahm sie als Sechsjährige teil an den Hochzeitsfeierlichkeiten ihres ältesten Bruders Arthur Tudor und dessen Braut Katharina von Aragón, mit der Mary zeit ihres Lebens eng befreundet sein sollte. Anlässlich der Feierlichkeiten trug Mary ein neues Kleid aus scharlachrotem Samt. Nur wenig später, am 25. Januar, wohnte Mary einer weiteren Hochzeit bei, als ihre Schwester Margaret in einer feierlichen Trauung per Stellvertreter den König von Schottland, Jakob IV., heiratete.
Als sie acht Jahre alt war, starb ihre Mutter im Kindbett. Nur wenige Wochen später verließ ihre Schwester Margaret den englischen Hof, um ihren Platz als Königin von Schottland einzunehmen. Im Dezember 1507 wurde Mary als zwölfjähriges Mädchen mit dem vier Jahre jüngeren Karl von Kastilien, dem späteren Kaiser Karl V., verlobt. Einige Wochen nach ihrem 13. Geburtstag starb auch ihr Vater, der König, womit Marys unmittelbare Familie nur noch aus ihrer Großmutter Margaret Beaufort und ihrem um fünf Jahre älteren Bruder Heinrich bestand. Ihr Verhältnis zu dem jungen König, der nun als Heinrich VIII. den Thron bestieg, war sehr herzlich und Mary genoss in den nächsten Jahren an seinem Hof ungewöhnliche Freiheiten für ein Mädchen ihres Standes.
Mary galt als eine der schönsten Prinzessinnen in Europa. Der venezianische Botschafter bezeichnete sie als „groß, schlank, grauäugig und im Besitz einer großen Blässe“ und der Gelehrte Erasmus sagte gar von ihr, dass „die Natur niemals etwas Schöneres geformt“ habe. Besonders interessant wurde ihre Schönheit für den Heiratsmarkt, als Heinrich schließlich nach jahrelangem Aufschub ihre Verlobung mit Karl von Kastilien löste. Nach dem Krieg mit Frankreich war Heinrich an einer dauerhafteren Allianz mit dem französischen Königshaus interessiert und überlegte zunächst, seine inzwischen verwitwete Schwester Margaret Tudor mit dem französischen König Ludwig XII. zu verheiraten. Zu seinem Ärger heiratete Margaret jedoch Archibald Douglas und Ludwig war sehr viel mehr an Mary interessiert.
Mary allerdings war auch nicht begeistert von der Aussicht, einen kranken alten Mann zu heiraten, zumal sie wahrscheinlich bereits damals in Charles Brandon, 1. Duke of Suffolk, verliebt war. Es ist nicht bekannt, wie sie reagierte, als Heinrich ihr seine Pläne unterbreitete. Doch es steht fest, dass sie ihm schließlich das Versprechen abrang, dass sie, sollte sie ihren Mann überleben, ihren zweiten Gatten selbst wählen dürfte. In einem späteren Brief an Heinrich schreibt sie:

„Um des Friedens willen und um deine Angelegenheiten zu fördern, brachtest du mich dazu zu heiraten. Obwohl ich wusste, dass er sehr alt und krank war, war ich zufrieden damit, mich dir unterzuordnen zum Wohle des Friedens und deiner Angelegenheiten. Nur aufgrund deines Trostes und deines Versprechens unterzog ich mich dieser Ehe, die ich andernfalls niemals eingegangen wäre, wie ich dir damals deutlich zu verstehen gab.“

### Königin von Frankreich

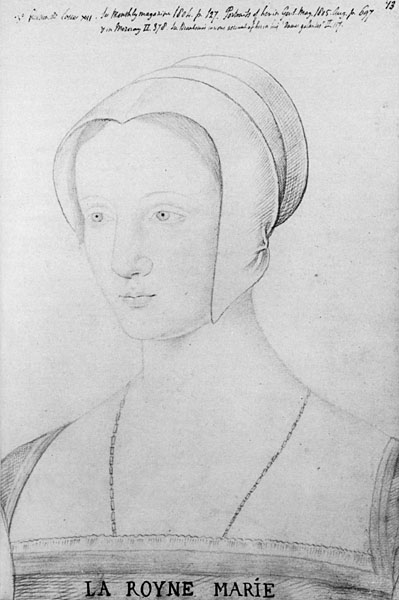
Skizze von Mary in ihrer Zeit als Königin von Frankreich

Im Alter von 18 heiratete Mary den 52-jährigen König Ludwig XII. von Frankreich, der aus zwei vorangegangenen Ehen keine männlichen Nachkommen hatte. Die Ehe wurde per procurationem durch den Herzog von Longueville in Greenwich Castle am 19. August 1514 geschlossen sowie, rechtlich bindender, am 9. Oktober 1514 in Abbeville mit dem König persönlich. Ludwig bezeichnete Mary nach wenigen Wochen Ehe als „das größte Juwel, das je ein Fürst von einem anderen erhalten hatte“, dass sie sich „weise und tugendhaft“ verhielt und dass „kein Mann jemals seiner Frau in größerem Maße sein Herz schenken könnte aufgrund ihrer liebevollen Art“. Er überschüttete sie mit Geschenken und überließ ihr Einkunftsrechte aus mehreren Ländereien und Städten in Frankreich, darunter Chinon, La Rochelle und Pézenas.

Obwohl der König bezaubert war von seiner jungen, schönen Braut, wurde die Ehe selbst von einigen Zeitgenossen mit Widerwillen betrachtet. So hieß es im Brief Peter Martyrs vom 4. Oktober 1514: 

„König Ludwig wartet in Abbeville auf seine neue Braut, die sein Tod sein wird. Was ein alter Kranker, der an Aussatz leidet, mit einem schönen, achtzehnjährigen Mädchen anfangen will und was die Franzosen davon halten, mag der Briefpartner selbst schlussfolgern.“

Der Morgen nach der Hochzeitsnacht hielt eine unangenehme Überraschung für Mary bereit. Ludwig entließ sämtliche ihrer Diener und einen Großteil der englischen Hofdamen aus Marys Dienst, unter anderem ihre alte Gouvernante Joan, Lady Guildford (um 1463–1538), von Mary „Mutter Guildford“ genannt. Ihre Entlassung war ein schmerzlicher Verlust für Mary, da Lady Guildford sie und ihre Schwester Margaret von Kindesbeinen an umsorgt hatte. Wütend und verzweifelt schrieb sie Kardinal Wolsey und ihrem Bruder: 

„Lieber würde ich alles, was ich in Frankreich bekomme, verlieren als ihren Rat in Zeiten zu verlieren, wenn ich ihn dringend brauche; ich werde ihn sehr bald benötigen, was Euch die Adligen und Edelmänner besser bestätigen können als ich, denn für mich schickt es sich nicht, mehr darüber zu schreiben.“

 Der Hinweis, dass es sich für sie nicht schickte, mehr zu schreiben, legte für einige Historiker die Vermutung nahe, dass Mary auf Erlebnisse in der Hochzeitsnacht anspielte, die sie möglicherweise Lady Guildford erzählte. Ludwig weigerte sich allerdings auch auf Wolseys Fürbitten, Lady Guildford wieder einzustellen. Seine Begründung dafür war:

„Seit sie das Land betreten hatte und auch, als er bereits verheiratet war, begann sie nicht nur die Königin zu beherrschen, sondern verfügte auch, dass die Königin nicht ohne sie zu ihm kommen sollte und dass kein Edelmann und keine Dame in ihrer Abwesenheit mit der Königin sprechen dürfte und sie verbreitete Gerüchte und schmiedete Bündnisse mit einigen Hofdamen. Er sagte auch, da er oft krank sei und nicht jederzeit mit seiner Frau die ehelichen Freuden genießen könnte, wollte er keine Fremde bei ihr haben, sondern eine Dame, die er kannte und vor der er unbefangen scherzen könnte.“

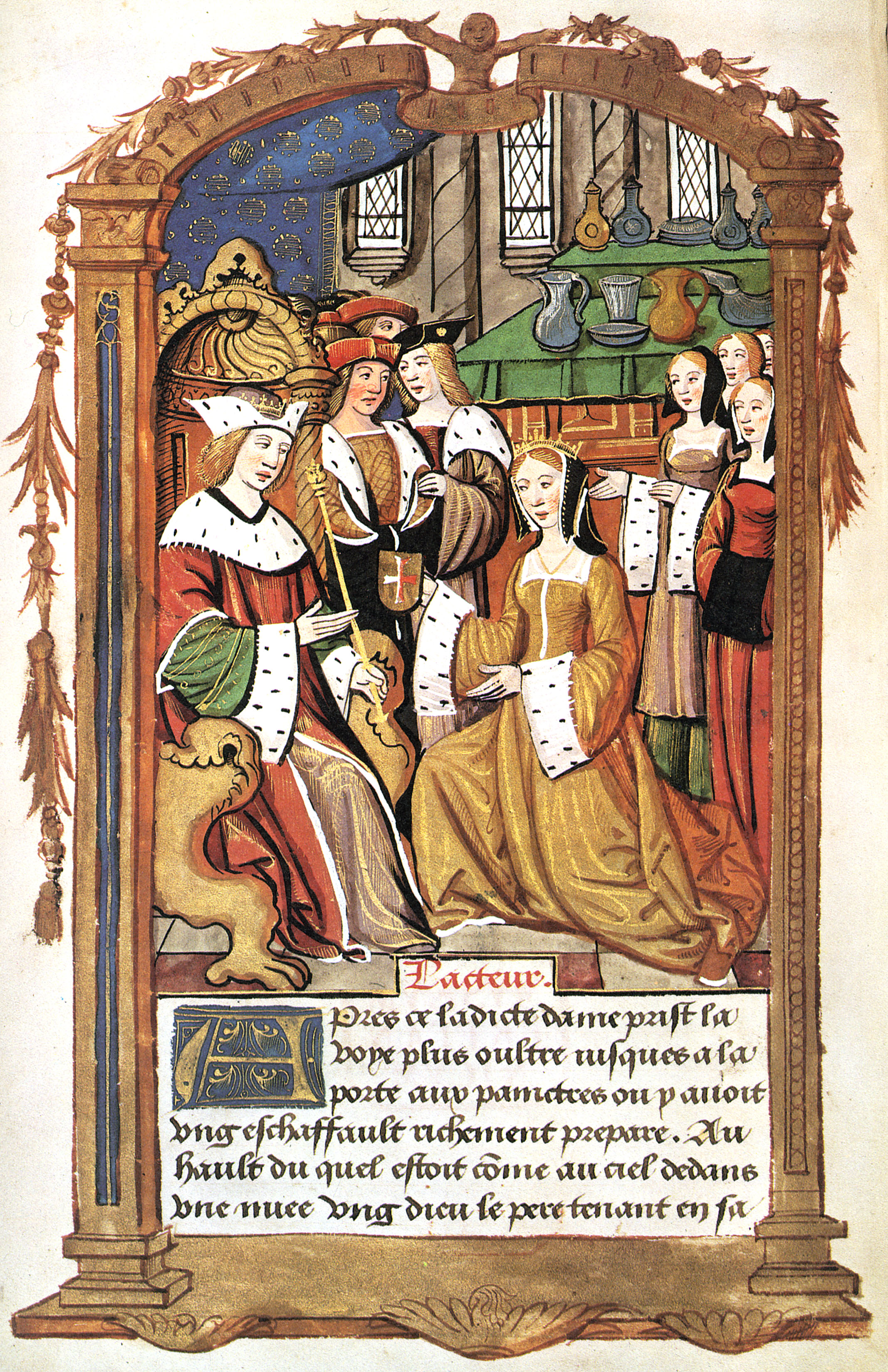
Mary und Ludwig von einem unbekannten Künstler

Obwohl der König Mary nach eigenen Angaben zärtlich liebte, war er nicht gewillt, ihre Gouvernante weiterhin bei ihr zu dulden, da ihre Anwesenheit ihm offenbar die Freuden des Ehebettes verdarb. Ende Oktober wurde Mary ein wenig über Lady Guildfords Verlust hinweggetröstet, als Charles Brandon ihren Mann mit einer Gesandtschaft in Frankreich besuchte. Am 5. November wurde sie schließlich in Anwesenheit der englischen Gäste offiziell zur Königin von Frankreich gekrönt. Diesen Titel sollte sie bis an ihr Lebensende behalten, auch während ihrer zweiten Ehe.
Zu ihren Ehren ließ Ludwig ein Turnier ausrichten und bei einem großen Empfang überreichte Mary ihm symbolisch das Geschenk des Friedens zwischen England und Frankreich, der durch ihre Heirat mit dem König möglich geworden war. Die freundschaftlichen Beziehungen der beiden Länder wirkten sich direkt auf die Beziehung Englands mit Schottland aus, was die Auld Alliance empfindlich schwächte und Heinrich mehr Spielraum verschaffte. Durch Marys Einfluss und Suffolks Überredungskünste war Ludwig durchaus gewillt, Heinrich in seiner Politik gegen Schottland zu unterstützen und den neuen Regenten von Schottland, John Stewart, 2. Duke of Albany, in Frankreich zu halten, was Marys Schwester Margaret Tudor, der schottischen Königin, eine Atempause im Kampf um ihre Söhne und ihre Regentschaft verschaffte.
Die Jugend seiner Königin schien auch dem alternden König einen zweiten Frühling zu bescheren. Er nahm häufiger an den höfischen Vergnügungen teil, als er es vor der Hochzeit getan hatte, obwohl er bereits recht geschwächt und häufig krank war. Er starb bereits drei Monate nach der Hochzeit. Boshafte Zungen behaupteten, Mary hätte ihren Mann systematisch „ins Grab getanzt“. Obwohl Mary zweifellos Charles Brandon liebte, zeigte sie sich Ludwig gegenüber stets als pflichtbewusste, liebevolle Ehefrau. Während Suffolks Besuch, als der kranke König ihn im Bett empfing, saß Mary an seiner Seite und schrieb auch in ihren Briefen an Heinrich stets, dass der König von Frankreich sie liebevoll behandelte. Dennoch bewies Mary nach Ludwigs Tod sehr schnell, wem ihr Herz tatsächlich gehörte.

### Die Königswitwe
Nach dem Tod des französischen Königs war Mary die attraktivste Partie auf dem europäischen Heiratsmarkt, was zusätzlich dadurch bestärkt wurde, dass das Gerücht umging, sie sei noch Jungfrau. Zunächst musste sie aber nach der französischen Sitte für Königinwitwen 40 Tage Trauerzeit bei verdunkelten Fenstern und Kerzenlicht im Palast Hotel de Cluny verbringen, auch um zu sehen, ob sie womöglich mit dem zukünftigen Thronfolger schwanger war.

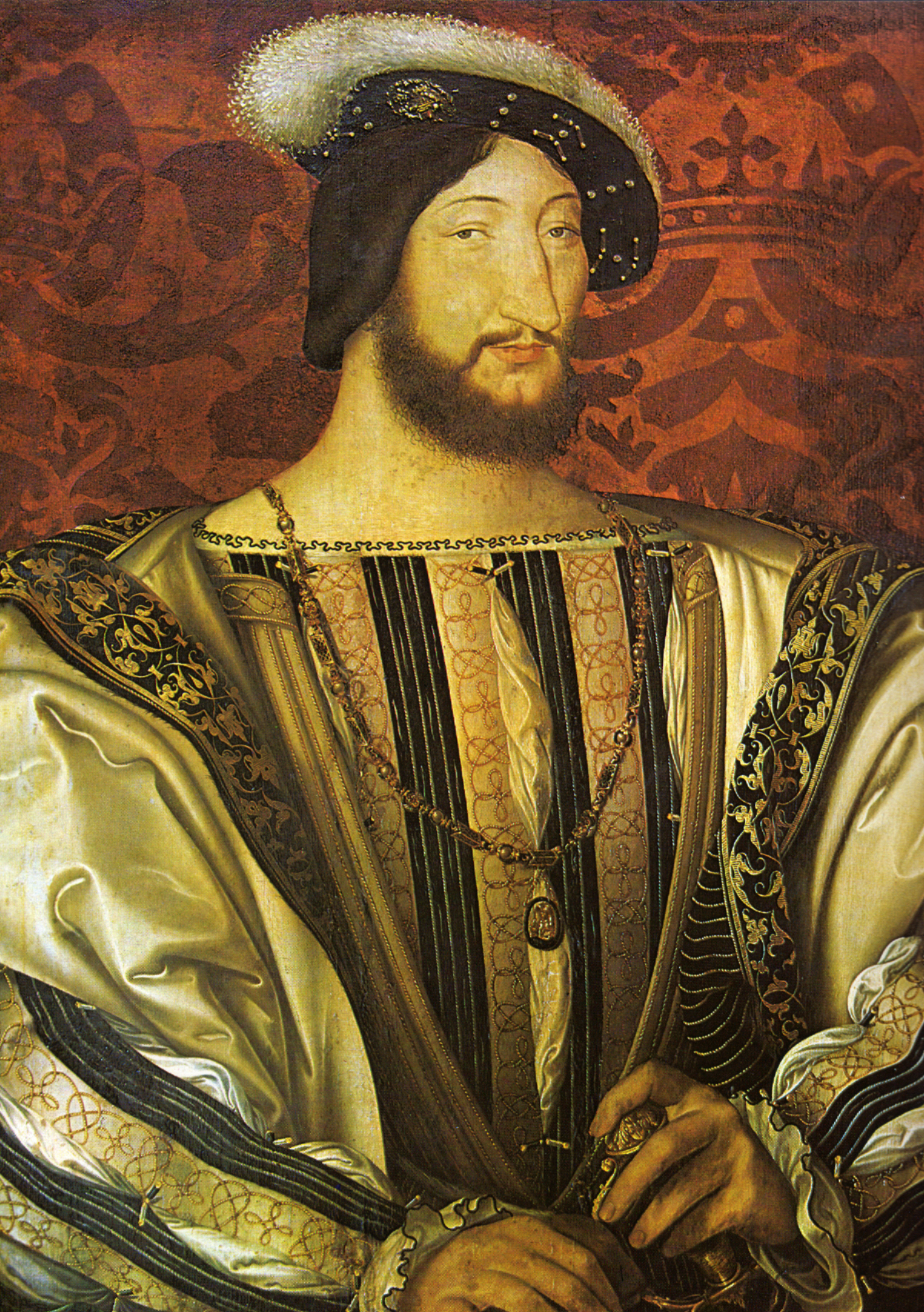
Franz I., König von Frankreich

Die Zeit im Witwengemach war alles andere als angenehm für Mary. Von der tristen, abgedunkelten Umgebung abgesehen, war ihre Zukunft ungewisser denn je. Der neue König von Frankreich, Franz I., schien selbst ein Auge auf die attraktive junge Witwe geworfen zu haben, denn Mary schrieb am 15. Februar 1515 an ihren Bruder Heinrich VIII.:

„[dass] in der Nacht des letzten Dienstages der französische König zu ihr kam und fragte, ob sie jemandem ein Heiratsversprechen gegeben hätte, wobei er ihr versicherte, dass, wenn sie offen mit ihm war, er die Heirat arrangieren würde, sei es innerhalb seines Königreiches oder außerhalb. Daraufhin gab sie die Gefühle zu, die sie für Suffolk hegte und bat ihn, Heinrich davon zu schreiben, was er seitdem auch getan hat.“

Um ihren Bruder zu beschwichtigen, fügte Mary hinzu: 

„[dass sie] dem französischen König so geantwortet hatte, um von dem Ärgernis seines Werbens befreit zu werden, das ihrer Ehre abträglich sei und welches er nun aufgegeben hat. Heinrich möge bedenken, dass, wenn er ihren Wünschen nicht entspricht (d. h. ihr gestattet Suffolk zu heiraten), Franz seine Werbung wieder aufnehmen könnte.“

Die letzten Worte ihres Briefes zeigen, wie sehr Mary um ihre Zukunft fürchtete und wie hilflos sie in dieser Zeit war.
Ihre stattliche Mitgift war ein Zankapfel zwischen Franz und Marys Bruder. Heinrich bestand auf einer Rückzahlung der Mitgift, Franz war der Ansicht, dass sie mit Marys Ehe in den Kronschatz Frankreichs eingegangen war. Hinzu kam, dass Franz befürchtete, Mary könnte in zweiter Ehe mit einem Angehörigen des Hauses Habsburg verheiratet werden und damit ein antifranzösisches Bündnis begründen. Um über die Rückzahlung der Mitgift und Marys weiteres Schicksal zu verhandeln, sandte Heinrich einmal mehr Charles Brandon nach Frankreich, wobei er ihm einschärfte, die Mitgift zurückzubekommen und dann mit Mary heimzukehren. Gewarnt durch den Brief seiner Schwester musste Heinrich bereits geahnt haben, dass Mary versuchen würde, so schnell wie möglich den Mann zu heiraten, den sie liebte. Aus diesem Grund warnte er Charles ausdrücklich davor, mit Mary eine Eheschließung einzugehen, während er in Frankreich war.
Es war keine einfache Mission, zu der Suffolk aufbrach. Die Geschichte von Marys Gefühlen für ihn war ihm offensichtlich vorausgeeilt, denn am 27. Februar erhielt Kardinal Wolsey einen Bericht aus Frankreich, dass Gerüchte umgingen, Suffolk wäre nur gekommen, um die Königswitwe zu heiraten. Franz selbst, der von Marys Liebe zu Suffolk wusste, nutzte dieses Gerücht, um sich Suffolk als hilfreicher Freund zu präsentieren, der bereit war, ihn zu unterstützen, sollte er sich für eine Ehe mit Mary entscheiden. Für den französischen König war es im Grunde die beste Lösung. Mit Marys Wiederverheiratung würde er selbst einen entscheidenden Vorteil im Kampf um ihre Mitgift erhalten, da sie in ihrer zweiten Ehe keinen Anspruch mehr darauf hatte. Gleichzeitig konnte er auf diese Weise sicherstellen, dass Mary nicht in ein feindlich gesinntes Fürstenhaus einheiratete und damit England einen Vorteil gegenüber Frankreich verschaffte. Und ganz nebenbei sicherte er sich Suffolks und Marys Dankbarkeit, was ihm auf dem diplomatischen Parkett nur von Nutzen sein konnte.

### Heimliche Heirat mit Charles Brandon
Die Zeit des Harrens und Wartens wurde für Mary unerträglich, als zwei Mönche aus England sie in ihrem Witwengemach aufsuchten und ihr dringend davon abrieten, Suffolk zu heiraten. Einer von ihnen war Friar Langley, der bereits Erfahrung darin hatte, königliche Witwen aus dem Hause Tudor zu beraten. Nur ein Jahr früher in Schottland hatte er Marys Schwester Margaret Tudor sein Beileid über den Verlust ihres Ehemannes Jakob IV. ausgesprochen. Dieser jungen Witwe allerdings brachte er weniger Trost. Stattdessen bestärkte er sie in ihren Befürchtungen, dass Heinrich nicht gewillt war, sie nach eigenem Ermessen heiraten zu lassen. Gleichzeitig bezichtigte er Charles Brandon der Hexerei und behauptete, er hätte William Comptons Bein verhext, so dass dieser nun ein Geschwür hätte.
Mary schenkte diesen Gerüchten zwar keinen Glauben, aber für sie gab es genügend Gründe zu glauben, dass Heinrich sie lediglich nach England holen wollte, um sie für die nächste politisch motivierte Ehe vor den Altar zu führen. Es kam zu einer tränenreichen Auseinandersetzung mit Charles Brandon, in der sie ihm erklärte, dass er sie entweder in den nächsten Tagen heiraten solle oder sie in ein Kloster gehen werde. Angesichts dieser Entscheidung und in dem Wissen, dass der französische König ihn unterstützen würde, stimmte Suffolk zu.

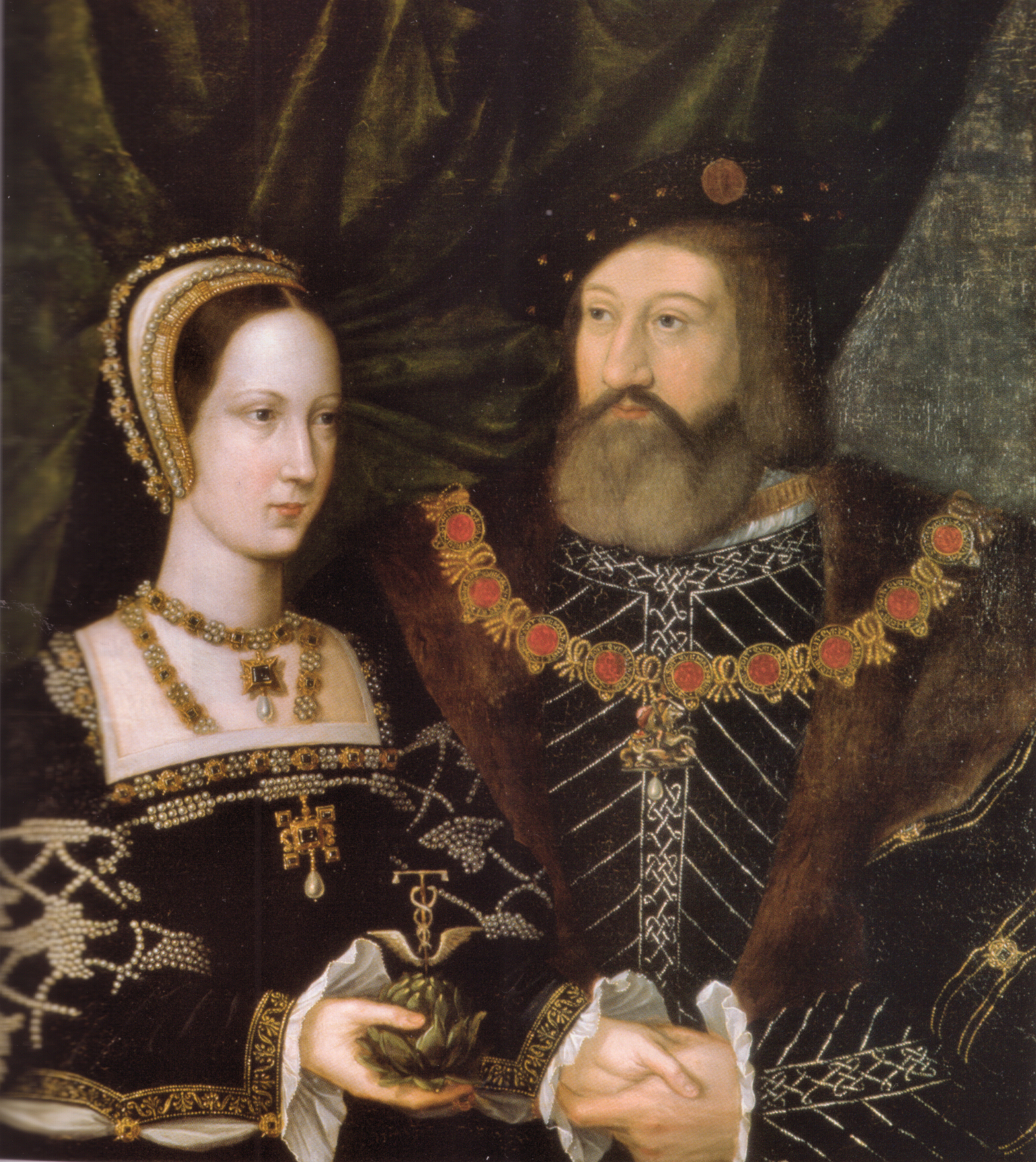
Hochzeitsgemälde von Mary Tudor und Charles Brandon

Am 13. Mai 1515 heiratete Mary, erst vier Monate Witwe, Charles Brandon in kleinstem Kreise. In einem Brief an ihren Bruder rechtfertigte sie diese Entscheidung und erinnerte ihn an das Versprechen, das er ihr gegeben hatte: 

„Ich war zufrieden damit, mich dir unterzuordnen zum Wohle des Friedens und deiner Angelegenheiten, so dass ich, sollte ich den besagten verstorbenen König überleben, mit deinem Einverständnis mich frei verheiraten dürfte, ohne dein Missfallen zu erregen. Woraufhin du, guter Bruder, so gnädig warst mir zu versprechen, wie du wohl weißt, dass in diesem Fall [...] ich nach meinem Herzen und Gewissen handeln sollte; und dass du einverstanden sein wirst mit jedem, den ich mir erwähle.“

Diese Ehe verärgerte ihren Bruder, nicht nur weil Suffolk sein Versprechen gebrochen hatte, sondern auch, weil nun jede Hoffnung auf eine Rückgabe von Marys Mitgift dahin war. Da die Eheschließung heimlich stattgefunden hatte, bestand für Heinrich allenfalls eine Hoffnung auf Annullierung der Ehe, entweder dadurch, dass es an Zeugen mangelte oder weil die Ehe nicht vollzogen worden war. Letzteres wurde jedoch dadurch zunichtegemacht, dass Suffolk in einem Brief an Wolsey zugab: „Um offen zu sein, ich habe sie freudig geheiratet und ihr beigewohnt, so dass ich glaube, sie erwartet ein Kind.“ Damit war Heinrich vor vollendete Tatsachen gestellt. Ließ er die Ehe annullieren, konnte er nichts gewinnen. Eine Schwester mit einem unehelichen Kind konnte nicht länger an einen standesgemäßen Ehemann verheiratet werden, um eine politische Allianz zu fördern.
Mehrere Wochen lang schrieben Suffolk und Mary abwechselnd Briefe, in denen sie um Vergebung baten bzw. alle Schuld auf sich nahmen. Mary erklärte, dass sie ihren Mann gezwungen hätte, sein Versprechen zu brechen, und Suffolk bat um sein Leben und schwor dem verärgerten König ein ums andere Mal seine völlige Ergebenheit. Kardinal Wolsey gelang es schließlich, einen Kompromiss zu finden, indem Mary und Suffolk sich verpflichteten, die gesamte Mitgift aus eigener Tasche an Heinrich zurückzuzahlen, um seine Verzeihung zu erlangen. Als Versöhnungsgeschenk sandte Mary ihrem Bruder einen prächtigen Diamanten, den sogenannten „Spiegel von Neapel“, dessen Verlust Franz so erboste, dass er sich bei Marys Abschied aus Frankreich weigerte, ihr ein würdiges Abschiedsgeschenk zu machen. Um der Ehe den Schatten der Illegalität zu nehmen, wurden Mary und Suffolk nach ihrer Ankunft in England noch einmal in Anwesenheit des Königs in Greenwich getraut.

### Duchess of Suffolk

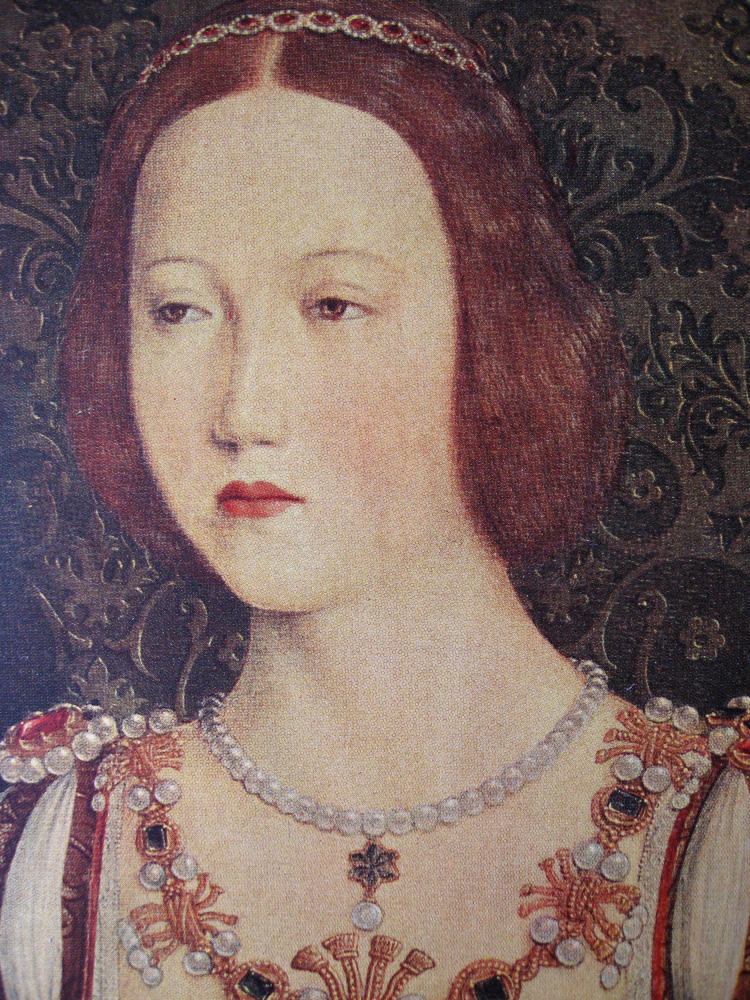
Detail eines Porträts traditionell als Mary identifiziert

Obwohl Mary Charles Brandon aus Liebe geheiratet hatte, bedeutete ihre Ehe gesellschaftlich betrachtet einen sozialen Abstieg für sie. Streng genommen erhielt eine Frau bei der Heirat den gleichen gesellschaftlichen Status wie ihr Mann, was Mary den Höflichkeitstitel Duchess of Suffolk und den Status einer Duchess einbrachte. Dennoch war sie die Schwester des Königs, eine gebürtige Prinzessin und eine ehemalige Königin. Dieser Rang brachte notwendigerweise die Verpflichtung mit sich, bei Hofe entsprechend zu repräsentieren, das heißt regelmäßig neue, prächtige Gewänder zu tragen, eine Mindestanzahl von Dienern dabei zu haben und diese auch regelmäßig in neue, prachtvolle Livreen zu kleiden. Abgesehen von den Einkünften ihres Mannes bezog Mary ein Witweneinkommen von Frankreich, welches allerdings im Kriegsfall mit England auch ausblieb. Hinzu kamen die Schulden, die Mary und Suffolk beim König hatten und die ihr Einkommen stark belasteten.
Da ein Leben bei Hofe somit Marys bescheidene Mittel bei weitem überschritt, verbrachte sie einen Großteil des Jahres in Suffolk in Westhorpe Hall. Hier kamen ihre Kinder zur Welt und auch ihre Stieftöchter Anne und Mary Brandon, Suffolks Töchter aus seiner Ehe mit Anne Browne, wurden auf Marys Betreiben hin in den Haushalt geholt. Aus Marys Ehe mit Charles gingen vier Kinder hervor, zwei Söhne namens Henry Brandon und die Töchter Frances und Eleanor. Der ältere Henry Brandon starb bereits 1522 als Sechsjähriger, sein jüngerer Bruder Henry Brandon, 1. Earl of Lincoln, wurde ein Jahr nach dem Tod des älteren Henry geboren und starb ein Jahr nach dem Tod seiner Mutter.
Ein weiteres Mitglied des Haushalts war ab dem Jahr 1527 die junge Katherine Willoughby, Suffolks Mündel. Zu Marys Lebzeiten war sie mit dem jüngeren Henry Brandon verlobt, wurde aber nach Marys Tod Suffolks vierte Ehefrau. Sie war ungefähr so alt wie Marys Tochter Eleanor. 1528 nahm Mary auch ihre junge Nichte Margaret Douglas, Tochter aus Margaret Tudors zweiter Ehe, unter ihre Fittiche und verschaffte ihr schließlich 1530 einen Platz im Gefolge ihrer Nichte und Patentochter, Prinzessin Maria.
Aufgrund der amourösen Vorgeschichte ihres Mannes musste Mary eine Zeit lang um die Legitimität ihrer Kinder bangen. Suffolk hatte sich zunächst mit Anne Browne verlobt, sie dann für Margaret Mortimer verlassen, nur um sich letzten Endes von dieser wieder zu trennen und zu Anne zurückzukehren. 1508 heiratete er Anne Browne erneut und sie gebar ihm 1510 eine zweite Tochter, Mary Brandon, starb aber nur wenige Wochen danach. Ein Jahr nach Anne Brownes Tod verlobte sich Suffolk mit seinem neunjährigen Mündel Elizabeth Grey, so dass er in ihrem Namen den Titel Vicomte von Lisle führen konnte. Dieses Heiratsversprechen wurde später allerdings annulliert, als Suffolk Margarete von Österreich umwarb.
Durch dieses Hin und Her gab es nun Streitigkeiten, ob Suffolk überhaupt ein freier Mann gewesen war, als er Mary Tudor heiratete. Die Annullierung seiner Ehe mit Margaret Mortimer war nämlich seinerzeit nicht von Rom ratifiziert worden. Damit wären Suffolks und Marys Kinder sowie seine älteste Tochter Anne Bastarde und somit nicht erbberechtigt gewesen. Kardinal Wolsey beantragte daraufhin eine Bulle, die besagte, dass der Dispens für die Ehe mit Margaret Mortimer auf einem Fehler beruht hatte und die Ehe damit nicht gültig gewesen wäre. Das machte die verstorbene Anne Browne und Mary Tudor zu Suffolks einzigen legitimen Ehefrauen und legitimierte sämtliche Kinder aus diesen Verbindungen, zweifellos eine große Erleichterung für Mary. Die Legitimation erhöhte Frances’ und Eleanors Wert auf dem Heiratsmarkt schlagartig und machte ihren kleinen Bruder Henry zu einem potentiellen Thronerben, da Heinrich nach wie vor keinen Sohn bekommen hatte.

### Mary und Anne Boleyn
Trotz Marys heimlicher Heirat mit Charles und der Verschuldung, die sie in Kauf nehmen musste, um ihre Mitgift abzuzahlen, war ihr Verhältnis zu ihrem Bruder Heinrich nach wie vor sehr herzlich. Ihre beiden Söhne wurden nach ihrem Onkel benannt und Heinrich bestand darauf, dass seine Schwester bei Hofe alle Ehren empfing, die einer ehemaligen Königin gebührten. Heinrich benannte seine erste Tochter Mary nach ihr, ebenso wie sein Kriegsschiff Mary Rose. Als Mary 1528 krank war und daher ihren Mann nicht an den Hof begleiten konnte, schrieb sie ihrem Bruder, dass sein Anblick für sie die beste Medizin der Welt wäre und dass sie darum betete, dass Gott ihm seinen Herzenswunsch erfüllen möge, was sich möglicherweise auf Heinrichs Wunsch nach einem männlichen Erben bezog.

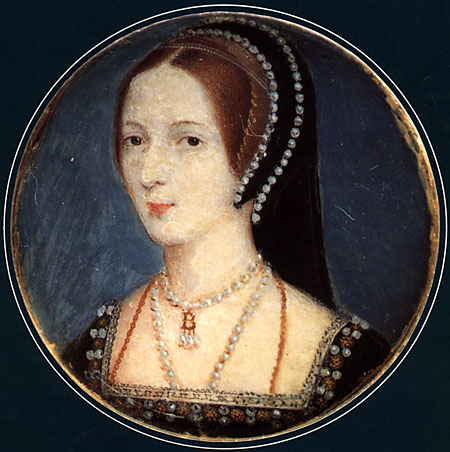
Anne Boleyn von John Hoskins

Die Beziehung zwischen den Geschwistern wurde jedoch sehr belastet, als Heinrich begann, sich für die Hofdame Anne Boleyn zu interessieren. Anne war für Mary kein unbeschriebenes Blatt. Sie war eine von Marys Hofdamen gewesen, die sie nach Frankreich begleitet hatten, und somit kannte Mary sie bereits als junges Mädchen. Damals hatte Mary Anne für ihren Haushalt angefordert, so dass ihr Vater Thomas Boleyn seine Tochter extra vom Hofe Margaretes von Österreich zurückholte. Allerdings war Anne Boleyn anschließend im Haushalt der neuen Königin Claude in Frankreich geblieben, so dass der frühestmögliche Zeitpunkt eines Wiedersehens der beiden das Treffen im Camp du Drap d’Or gewesen sein kann. Zu Beginn des Jahres 1522 traten Mary Tudor und Anne Boleyn gemeinsam mit anderen Damen am englischen Hof in einer Maskerade auf, in der sie passenderweise die Tugenden „Beauty“ – Schönheit – und „Perseverance“ – Beharrlichkeit – verkörperten.
Als 1528 der päpstliche Gesandte Kardinal Lorenzo Campeggi nach England kam, um die Ehe zwischen Heinrich und Katharina von Aragón zu überprüfen, wurde Charles Brandon zurück an den Hof beordert. Er und Mary befanden sich gerade in Gesellschaft bei einem Picknick nahe der Butley Priory nach einem Jagdausflug und als der königliche Bote erschien, beklagte Mary sich heftig, „dass jemals ein Gesandter nach England gekommen war“. Mary empfand tiefe Freundschaft zu Katharina von Aragon und schlug sich schon allein deshalb auf ihre Seite. Seit Anne Boleyn dem König zum ersten Mal auffiel, war Mary eine enge Vertraute ihrer Schwägerin gewesen.
Bereits zu den Weihnachtsfeierlichkeiten im Jahr 1530, als Anne Boleyn nach wie vor nicht gekrönt war, erwies Heinrich ihr alle Ehren, die einer Königin gebührten. Damit erhielt Anne bei Hofe den Vortritt vor Mary, für die gebürtige Prinzessin und ehemalige Königin ein Schlag ins Gesicht. Aus diesem Grund zog Mary sich häufiger auf ihren Landsitz Westhorpe in Suffolk zurück. Marys Hauptwaffe gegen Anne Boleyns unaufhaltsamen Aufstieg war sie zu meiden, so oft es möglich war. Des Weiteren machte sie schnippische Bemerkungen, die offenbar von Dienern gehört und weiter erzählt wurden. 1531 kam es, angeblich aufgrund ihrer Schmähungen, zu einer gewalttätigen Auseinandersetzung zwischen Dienern ihres Mannes und Thomas Howard, Anne Boleyns Onkel, die damit endete, dass Suffolks Diener, Sir William Pennington, in Westminster Abbey vor dem Altar erstochen wurde. Offiziell hieß es, es hätte sich um eine Auseinandersetzung zwischen den Dienern gehandelt.
In den letzten Jahren ihres Lebens ging es Mary gesundheitlich nicht gut und sie nutzte ihre Krankheit als Entschuldigung, um dem Hof fernbleiben zu können. 1532 war es ihre Begründung, warum sie nicht an der Erhebung Anne Boleyns zur Marchioness von Pembroke teilnehmen konnte. Zudem war es ein guter Grund, Anne und Heinrich nicht nach Frankreich begleiten zu müssen, wo ein Treffen mit König Franz I. anberaumt worden war, der ihr durch seine Hilfe einst die Eheschließung mit Charles Brandon ermöglicht hatte. Von vielen wurde es als absichtliche Brüskierung Anne Boleyns betrachtet, da sich keine einzige königliche Dame in Annes Begleitung befand. Auch zu Annes Krönung tauchte Mary nicht auf, allerdings war sie zu diesem Zeitpunkt bereits todkrank.
Es gibt diverse Vermutungen, warum Mary Anne Boleyn so strikt ablehnte. Ihre Freundschaft zu Katharina von Aragón ist sicher ein entscheidender Grund. Einige Historiker spekulieren auch, dass in Frankreich etwas zwischen den beiden vorgefallen war, was den Grundstein für Marys Feindschaft legte. Anne Boleyn, so eine Theorie, könnte am Hofe Margaretes von Österreich Zeugin gewesen sein, als Charles Brandon, angestachelt von Heinrich VIII., zwischen 1513 und 1514 Margarete den Hof machte. Die Affäre, so es denn eine war und nicht einfach nur eine Spielerei in der höfischen Liebe, verlief letztlich ins Nichts, fand aber zu einem Zeitpunkt statt, zu dem Mary mit hoher Wahrscheinlichkeit bereits in Charles verliebt war. Vielleicht, so die Vermutung, hatte Anne, als Charles die Königswitwe heiratete, eine abfällige Bemerkung zu seinem amourösen Vorleben gemacht. Allerdings gibt es keine stichhaltigen Beweise für diese These.

### Tod
Mary Tudor starb am 25. Juni 1533 in Westhorpe, kurz nach der Hochzeit ihrer ältesten Tochter Frances Brandon mit Henry Grey. Begleitet von ihrer jüngeren Tochter Eleanor war Mary nach Westhorpe zurückgekehrt und nahezu augenblicklich krank geworden. Gerüchte gingen um, dass die Krönung Anne Boleyns am 1. Juni Marys Herz gebrochen hätte. Drei Wochen lang blieb der einbalsamierte Leichnam aufgebahrt und es wurde eine ständige Totenwache abgehalten. Die Beisetzung fand am 20. Juli in Bury St. Edmunds statt, wobei Suffolk traditionell fernblieb. Damals galt es für einen Ehemann als unschicklich, an der Beerdigung seiner Frau teilzunehmen. Die zeremonielle Rolle der Hauptleidtragenden wurde von Frances Brandon übernommen. Henry Brandon war an ihrer Seite, gefolgt von Eleanor Brandon und Katherine Willoughby. Hinter ihnen gingen Marys Stieftöchter Anne und Mary Brandon. Es wurde später behauptet, die beiden hätten sich an die Spitze des Trauerzuges gedrängt, um ihre Halbgeschwister als illegitim zu brandmarken. Nur wenige Wochen nach Marys Beerdigung heiratete Charles Brandon sein vierzehnjähriges Mündel Katherine Willoughby, wahrscheinlich aus finanziellen Gründen.

## Nachleben
Mary Tudor regte verschiedentlich zu künstlerischen Bearbeitungen an. So ist sie eine der zentralen Figuren in dem Roman Als das Rittertum in Blüte stand (When Knighthood Was in Flower, 1898) von Charles Major. In der zweiten Verfilmung dieses Buches, When Knighthood Was in Flower (1922) von Robert G. Vignola, spielte Marion Davies Mary Tudor, in der Walt-Disney-Version Eine Prinzessin verliebt sich (The Sword and the Rose, 1953) übernahm Glynis Johns diese Rolle. Weitere Filme, in denen ihrer Person eine zentrale Bedeutung zukommt, sind Marie Tudor (1917) mit Jeanne Delvair in der Titelrolle, sowie Die Perlen der Krone (Les perles de la couronne, 1937), wo sie von Yvette Pienne verkörpert wird.
In der Fernsehserie Die Tudors wird Marys Heirat mit dem alten König und danach mit Charles Brandon fiktional behandelt. Allerdings ist Mary, gespielt von Gabrielle Anwar, hier fälschlicherweise die ältere Schwester und wird obendrein Margaret genannt, weshalb Mary Tudor gerade in neuerer Zeit häufig mit ihrer älteren Schwester Margaret Tudor verwechselt wird. Zudem ist ihr alter Ehemann hier der König von Portugal anstelle von Frankreich und wird von Prinzessin Margaret mit einem Kissen erstickt, damit sie mit Charles Brandon nach England zurückkehren kann. Die Figur wird in der Serie als egozentrisch, emotional instabil und lüstern porträtiert, die Ehe mit Charles Brandon als geprägt von Streitigkeiten und Untreue dargestellt, was historisch nicht belegt werden kann.

## Nachkommen
- Henry Brandon (1516–1522)
- Frances Brandon (1517–1559) ⚭ Henry Grey, 1. Duke of Suffolk; Eltern von Jane, Catherine und Mary Grey
- Eleanor Brandon (* um 1518/21–1547), ⚭ Henry Clifford, Earl of Cumberland; Eltern von Margaret Clifford
- Henry Brandon (1523–1534), Earl of Lincoln

Durch ihre Abstammung von Mary Tudor erhielten ihre Kinder und deren Nachkommen automatisch einen Platz in der Thronfolge. Ihre Enkelin Jane Grey wurde im Machtkampf des Jahres 1553 zum Instrument des bisherigen Regenten John Dudley. Dudley arrangierte die Heirat seines Sohnes Guildford mit Jane Grey und ließ diese nach dem Tod Edward VI. zur Königin ausrufen. Dieser Griff nach der Macht scheiterte bereits nach neun Tagen mit dem Sieg Marias I. 1554 wurden sowohl Jane Grey als auch die beiden Dudleys hingerichtet.
Marys Enkelinnen Catherine Grey und Margaret Clifford erhoben eine Zeitlang beide Anspruch auf den Rang des Heir Presumptive und wurden, ebenso wie Mary Grey, unter Königin Elisabeth I. unter Arrest gestellt.